# Alessandra Cassioli
Alessandra Cassioli (Roma, 26 agosto 1965) è una doppiatrice italiana.

## Biografia
Ha svolto l'attività di doppiatrice in molti telefilm, dando la voce a personaggi come Xena (Lucy Lawless) per l'intera serie (1995-2001). Ha partecipato anche a programmi radiofonici come l'audio-sceneggiato Chi ha ucciso William Shakespeare? del 1999, di Francesca Draghetti. Oltre ad avere vinto, come miglior doppiatrice non protagonista, l'edizione del 2007 del Gran premio internazionale del doppiaggio - per aver doppiato Toni Collette in Little Miss Sunshine - l'anno successivo (2008) entrò a far parte della giuria, presieduta da Gabriele Lavia.
Si è distinta per aver prestato la voce a Janeane Garofalo nel film Wet Hot American Summer (2001) e nella miniserie televisiva prequel che ne è stata tratta, dieci anni dopo, Wet Hot American Summer: First Day of Camp (2015), oltreché nei film Il sapore del sangue e 200 Cigarettes e nelle serie televisive Criminal Minds: Suspect Behavior e Girlfriends' Guide to Divorce.
Tra le attrici che ha doppiato: Viola Davis, Toni Collette, Angela Bassett, Queen Latifah, Catherine Keener, Tracie Thoms, Gina Torres e Lucy Lawless nella serie tv Xena - Principessa guerriera nonché in Hercules, Spartacus, Ash vs Evil Dead e nel film EuroTrip.

## Doppiaggio

### Cinema
- Viola Davis in State of Play, Prisoners, Disturbia, Mangia prega ama, Innocenti bugie, Beautiful Creatures - La sedicesima luna, Get on Up - La storia di James Brown, Blackhat, La scomparsa di Eleanor Rigby
- Angela Bassett in Strange Days, Vampiro a Brooklyn, Donne - Waiting to Exhale, Attacco al potere - Olympus Has Fallen, Attacco al potere 2, Mr. 3000, Survivor, White Bird, La vita dopo i figli
- Toni Collette in The Sixth Sense - Il sesto senso, Connie & Carla, In Her Shoes - Se fossi lei, Little Miss Sunshine, Un amore senza tempo
- Nia Long in Stigmate, The Best Man, Big Mama, FBI: Operazione tata, The Best Man Holiday, The Banker
- Queen Latifah in Kiss, Al di là della vita, Hairspray - Grasso è bello!, Notte brava a Las Vegas, Appuntamento con l'amore
- Gina Torres in Serenity, Five Fingers - Gioco mortale, Manuale d'infedeltà per uomini sposati
- Tracie Thoms in Il diavolo veste Prada, Rent, Looper, Annie - La felicità è contagiosa
- Janeane Garofalo in Il sapore del sangue, 200 Cigarettes, Wet Hot American Summer
- Catherine Keener in 40 anni vergine, Nel paese delle creature selvagge, Non dico altro
- Regina King in Nemico pubblico, A Cinderella Story, The Leftovers - Svaniti nel nulla, Se la strada potesse parlare
- Lisa Gay Hamilton in The Truth About Charlie, Sex List - Omicidio a tre, Il solista
- Rosario Dawson in Pluto Nash, Alexander, Eagle Eye
- Patina Miller in Hunger Games - Il canto della rivolta - Parte 1, Hunger Games - Il canto della rivolta - Parte 2
- Laura Linney in Congo, Schegge di paura
- Minnie Driver in Will Hunting - Genio ribelle, Motherhood - Il bello di essere mamma
- Elizabeth Peña in Rush Hour - Due mine vaganti
- Milla Jovovich in Zoolander, Zoolander 2
- Lili Taylor in The Addiction - Vampiri a New York, Fino all'osso
- Molly Shannon in Scary Movie 4
- Mónica Cervera in 20 centimetri
- Isabelle Adjani in La regina Margot
- Jane Kaczmarek in Pleasantville
- Annette Bening in Attacco al potere
- Kristen Johnston in I Flintstones in Viva Rock Vegas
- Taraji P. Henson in Smokin' Aces
- Naomie Harris in 28 giorni dopo
- Ashley Judd in De-Lovely - Così facile da amare
- Eve Best in Il discorso del re
- Lisa Ann Walter in Genitori in trappola
- Sofía Vergara in I tre marmittoni
- Dana Eskelson in Oscure presenze a Cold Creek
- Adriane Lenox in Red Lights
- Gloria Reuben in Un ragionevole dubbio
- Anne Heche in Birth - Io sono Sean
- Hildegard Schroedter in Storia di una ladra di libri
- Cleo King in Magnolia
- Audra McDonald in Rustin
- Phylicia Rashād in The Beekeeper
- Tasha Smith in Bad Boys: Ride or Die
- Amal Alharbi in Naga

### Serie televisive
- Angela Bassett in American Horror Story: Coven, American Horror Story: Freak Show, American Horror Story: Hotel, American Horror Story: Roanoke, 9-1-1, Master of None
- Niecy Nash in CSI - Scena del crimine, E.R. - Medici in prima linea, Scream Queens
- Lucy Lawless in Hercules, Spartacus, Xena, Ash vs Evil Dead
- Gina Torres in Hannibal, Huge - Amici extralarge, FlashForward
- Gloria Reuben in E.R. - Medici in prima linea, Avvocati a New York, Sorelle sbagliate
- Catherine Dent in The Shield, Terminator: The Sarah Connor Chronicles
- Audra McDonald in Private Practice, Grey's Anatomy
- Viola Davis in United States of Tara
- Queen Latifah in The Equalizer
- Regina King in Watchmen
- Toni Collette in Hostages
- Lili Taylor in Almost Human
- Holly Hunter in Saving Grace
- Stephanie Niznik in Everwood
- Grace Hanadarko in Saving Grace
- Carey Lowell e Alana de la Garza in Law & Order - I due volti della giustizia
- Marlyne Barrett in Chicago Med
- Michael Hyatt in Snowfall
- Alicia Coppola in Jericho
- Tia Texada in Squadra emergenza
- Linda Batista in Elisa di Rivombrosa - parte seconda
- Libby Tanner in Rescue Special Ops
- Laurie Holden e Medina Senghore in The Walking Dead
- Miriam Shor in Amiche nemiche
- Roxann Dawson in Star Trek: Voyager
- Virginia Hey in Farscape
- Christine Elise e Rebecca Gayheart in Beverly Hills 90210
- Ursula Buschhorn in Il nostro amico Charly
- Maura Tierney in The Affair - Una relazione pericolosa
- Shanésia Davis-Williams in Ultime dal cielo
- Isa Jank in La strada per la felicità
- Rebecca Jones in Pasión prohibida
- Alfre Woodard in Una serie di sfortunati eventi
- Constellation in Rimozione forzata
- Hülya Duyar in Come sorelle
- Michael Michele in Dynasty
- Erika Alexander in Il bunker
- Kim Roberts in Doodlebops
- Nina Sosanya in Baby Reindeer
- Charmain Roberts in Virgin River
- Olivia D. Dawson in Will Trent
- Alanna Ubach in The Last of Us
- Marsha Stephanie Blake in Orange Is The New Black

### Animazione
- Stith in Titan A.E.
- Kreela in Ant Bully - Una vita da formica
- Il computer di bordo in WALL•E
- La maestra in Le avventure del topino Despereaux
- Luisella Questa è bella in Uffa! Che pazienza
- Regina Morgana in Winx Club
- Midori Yamabuki in Dr. Slump e Arale: Avventura nello spazio
- Clara in Rat-Man
- Dottoressa Orrore in Brutti e cattivi, Hector Polpetta
- Asajj Ventress in Star Wars: The Clone Wars
- Aracne in I racconti di Terramare
- Eboshi in Princess Mononoke (entrambi i doppiaggi)
- Isabella in Paradise Kiss
- Bulda in Frozen - Il regno di ghiaccio
- Rabbia Mamma in Inside Out
- Raperonzolo in Regal Academy
- Haggar in Voltron: Legendary Defender
- Beverly Manderbelt in Crash Canyon
- Shion Karanomori in Psycho-Pass
- Roz in Monsters & Co. la serie - Lavori in corso!
- Capo in Carmen Sandiego
- Dafflers in Freddie The Frog
- Anziana signora in The Grimm Variations
- Naki Kito in Dandadan (ediz. Netflix)

### Videogiochi
- Nasira in Aladdin: La vendetta di Nasira (2000)[2]
- Governatrice in Beyond Good & Evil (2003)[3]
- Shadee, mostri di sabbia in Prince of Persia: Spirito Guerriero (2004)[4]
- Kreela in Ant Bully - Una vita da formica (2007)[5]
- Computer dell'Axiom in Wall•E (2008)[6]
- Presidente in Knack (2013)[7]
- Freya in God of War (2018),[8] God of War Ragnarök (2022)[9]

## Riconoscimenti
Vincitrice dell'edizione del 2007 del Gran premio internazionale del doppiaggio come miglior doppiatrice non protagonista